# Naughty Boy
A nu se confunda cu Shahid Khan, om de afaceri!
Shahid Khan (n. 1 ianuarie 1985, Watford), cunoscut ca Naughty Boy, este un cantautor, producător discografic și rapper britanic de origine pakistaneză.